# Genij
Genij je človek z visokim inteligenčnim kvocientom (IQ), ki ga kaže predvsem skozi kreativno in originalno delo. Med najbolj znanimi je bil Albert Einstein.